# Ruta de Rhode Island 402
La Ruta de Rhode Island 402, y abreviada R.I. 402 (en inglés: Rhode Island Route 402) es una carretera estatal estadounidense ubicada en el estado de Rhode Island. La carretera inicia en el Oeste desde la Ruta 2     en East Greenwich hacia el Este en la US 1     en North Kingstown. La carretera tiene una longitud de 1,9 km (1.2 mi).

## Mantenimiento
Al igual que las autopistas interestatales, y las rutas federales y el resto de carreteras estatales, la Ruta de Rhode Island 402 es administrada y mantenida por el Departamento de Transporte de Rhode Island por sus siglas en inglés RIDOT.

## Cruces
La Ruta de Rhode Island 402 es atravesada principalmente por la  Ruta 403     en North Kingstown.